# Сонома (місто)
Сонома (англ. Sonoma) — місто (англ. city) в США, в окрузі Сонома штату Каліфорнія. Населення — 10 739 осіб (2020).
У центрі Сономи розташована історична центральна площа міста, залишок іспанських колоніальних часів міста. Сьогодні Сонома — центр каліфорнійської виноробної промисловості, тут переробляється виноград з сільськогосподарчого району долини Сонома.

## Географія
Сонома розташована за координатами 38°17′25″ пн. ш. 122°27′35″ зх. д. / 38.29028° пн. ш. 122.45972° зх. д. (38.290337, -122.459838).  За даними Бюро перепису населення США в 2010 році місто мало площу 7,10 км², уся площа — суходіл.

### Клімат
| Клімат : Сонома                                                              | Клімат : Сонома | Клімат : Сонома | Клімат : Сонома | Клімат : Сонома | Клімат : Сонома | Клімат : Сонома | Клімат : Сонома | Клімат : Сонома | Клімат : Сонома | Клімат : Сонома | Клімат : Сонома | Клімат : Сонома | Клімат : Сонома |
| Показник                                                                     | Січ.            | Лют.            | Бер.            | Квіт.           | Трав.           | Черв.           | Лип.            | Серп.           | Вер.            | Жовт.           | Лист.           | Груд.           | Рік             |
| Абсолютний максимум, °C                                                      | 28,9            | 28,9            | 32,2            | 37,8            | 40,6            | 44,4            | 46,7            | 41,7            | 43,3            | 41,7            | 32,8            | 26,7            | 46,7            |
| Середній максимум, °C                                                        | 14,0            | 17,3            | 19,1            | 21,8            | 25,1            | 28,9            | 31,4            | 31,2            | 30,2            | 25,9            | 18,8            | 14,2            | 23,2            |
| Середня температура, °C                                                      | 8,4             | 10,8            | 12,0            | 13,7            | 16,4            | 19,4            | 21,1            | 20,8            | 19,9            | 16,7            | 11,8            | 8,5             | 15,0            |
| Середній мінімум, °C                                                         | 2,9             | 4,4             | 4,9             | 5,7             | 7,8             | 9,8             | 10,7            | 10,4            | 9,6             | 7,5             | 4,8             | 2,8             | 6,8             |
| Абсолютний мінімум, °C                                                       | −6,7            | −6,7            | −4,4            | −6,7            | −2,8            | −0,6            | 1,7             | 2,2             | 1,1             | −1,1            | −5,6            | −10,6           | −10,6           |
| Норма опадів, мм                                                             | 156             | 134             | 103             | 45              | 21              | 6               | 1               | 2               | 8               | 42              | 98              | 132             | 748             |
| Днів з опадами                                                               | 11              | 10              | 10              | 6               | 3               | 1               | 0               | 0               | 1               | 4               | 8               | 11              | 65,0            |
| ---------------------------------------------------------------------------- | --------------- | --------------- | --------------- | --------------- | --------------- | --------------- | --------------- | --------------- | --------------- | --------------- | --------------- | --------------- | --------------- |
| Джерело: Western Regional Climate Center (normals and extremes 1893–present) |                 |                 |                 |                 |                 |                 |                 |                 |                 |                 |                 |                 |                 |

## Демографія
Згідно з переписом 2010 року, у місті мешкало 10 648 осіб у 4955 домогосподарствах у складі 2693 родин. Густота населення становила 1499 осіб/км².  Було 5544 помешкання (781/км²).
Расовий склад населення:
| - 86,8 % — білих - 2,8 % — азіатів - 0,5 % — корінних американців - 0,5 % — чорних або афроамериканців - 0,2 % — вихідців з тихоокеанських островів - 6,7 % — осіб інших рас |

До двох чи більше рас належало 2,5 %. Частка іспаномовних становила 15,3 % від усіх жителів.
За віковим діапазоном населення розподілялося таким чином: 18,0 % — особи молодші 18 років, 57,0 % — особи у віці 18—64 років, 25,0 % — особи у віці 65 років та старші. Медіана віку мешканця становила 49,2 року. На 100 осіб жіночої статі у місті припадало 83,6 чоловіків;  на 100 жінок у віці від 18 років та старших — 78,8 чоловіків також старших 18 років.
Середній дохід на одне домашнє господарство  становив 97 501 долар США (медіана — 62 516), а середній дохід на одну сім'ю — 126 783 долари (медіана — 93 059). Медіана доходів становила 66 011 долар для чоловіків та 50 833 долари для жінок. За межею бідності перебувало 10,4 % осіб, у тому числі 21,7 % дітей у віці до 18 років та 8,3 % осіб у віці 65 років та старших.
Цивільне працевлаштоване населення становило 5052 особи. Основні галузі зайнятості: освіта, охорона здоров'я та соціальна допомога — 26,7 %, науковці, спеціалісти, менеджери — 15,0 %, мистецтво, розваги та відпочинок — 11,8 %, виробництво — 8,7 %.